# Бореады

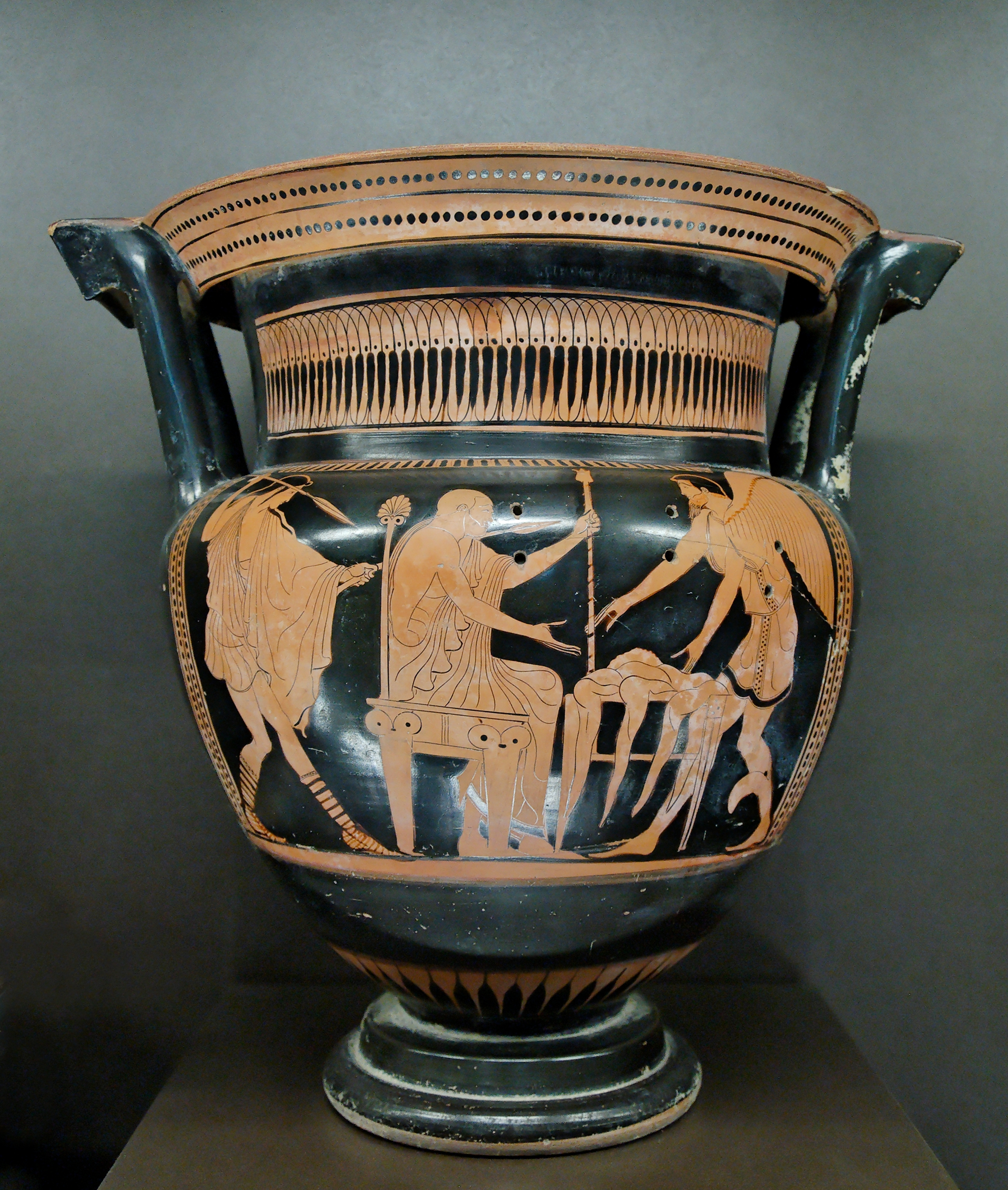
Крылатые Бореады на вазе

Бореады (др.-греч. Βορεάδαι) — персонажи греческой мифологии по имени Зет (Ζήτης) и Калаид (Κάλαϊς), крылатые сыновья бога северного ветра Борея и афинской царевны Орифии. Приняли участие в плавании аргонавтов в Колхиду.

## В мифологии
Античные авторы называют Зета и Калаида сыновьями бога северного ветра Борея и Орифии (дочери афинского царя Эрехтея), братьями Клеопатры и Хионы. Бореадов представляли с крыльями на ногах и голове, и черно-синими волосами. Согласно Овидию, в юности у них выросли крылья. По Дуриду и Фанодику, они прибыли из страны гипербореев.
Зет и Калаид принимали участие в походе аргонавтов. Согласно поэту Фаноклу, Калаид был возлюбленным Орфея. Во время похода они, прибыв во фракийский Салмидесс к царю Финею, освободили свою сестру Клеопатру, жену Финея, с её сыновьями из темницы, куда она была посажена мужем по наущению второй жены. По другой версии, они освободили самого Финея от гарпий, за что Финей сообщил аргонавтам, как пройти Симплегады.
Согласно некоторым сказаниям, Бореады погибли, преследуя гарпий. Однако есть упоминания, что на погребальных играх по Пелию, которые состоялись после завершения плавания, Зет победил в длинном беге, а Калаид победил в двойном беге.
По версии Акусилая, они позже пали от руки Геракла у Теноса, так как отплыли без него, либо за то, что обогнали его в состязаниях в беге, либо собирались убить его, либо за то, что Борей наслал на Геракла бурю на Косе. На их могиле Геракл установил два камня, которые шевелились и звучали, когда дул северный ветер. По другому мифу, бореады погибли, как им и было предсказано, из-за того, что не смогли настигнуть всех гарпий.